# Jeong Yol
Jeong Yol (Coréen:정욜, 19 octobre 1978 - ) est un militant LGBT de Corée du Sud, membre fondateur de l'association Solidarité pour les droits des LGBT de Corée (동성애자인권연대). Il a été président de ce club de 1998 à 2012. Son nom de naissance est Jeong Min-seok.

## Œuvres
- Bravo Gay Life (브라보 게이 라이프) (2011)